# Minestryger
Denne side handler om skibstypen minestryger. For strategispillet Minestryger, se Minestryger (spil).
En minestryger er en båd bygget til at kunne stryge (fjerne) minefelter til søs. Somme tider anvendes skibene også til udlægning af miner. Et minerydningsfartøj adskiller sig fra en minestryger ved at søge efter minerne med sonar og sprænge dem enkeltvis.

## Historie
I Storbritannien indså Admiralitet i tiden før 1. verdenskrig at miner var en trussel mod landets forsyningslinjer og begyndte at forske i modtræk mod minevåbnet. Sir Arthur Wilson anså den største trussel mod landets eksistens for at være en blokade støttet af store minefelter i modsætning til en invasion. En naturlig sammenhæng mellem en trawlers trawl og minerydning blev hurtigt etableret. Nye eskadrer af trawlere i Royal Navy Reserve blev etableret og skibene blev efterhånden ombygget og nyt udstyr kom til. Da disse reserveeskadrer blev aktiveret blev de udstyret med minestrygningsgrej, rifler og løn og blev dermed de første minestrygere i historien. De første deciderede minestrygere kom først frem under 2. verdenskrig da man byggede minestrygere af Flower-klassen.

## Udstyr og fremgangsmåder
Den moderne minestryger er bygget til at undgå at detonere minerne selv. Skibene er lyddæmpet for at reducere den akustiske signatur og skroget er ofte produceret af enten træ, glasfiber eller et umagnetisk metal. Skibene kan også være lavet af magnetisk metal, men er så ofte udstyret med afmagnetiseringsspoler, der sikrer at skibene har en forsvindende lav magnetisk signatur.

### Mekanisk strygning
Ved mekanisk strygning sejlede minestrygere igennem et minefelt og slæbte specielle knive efter sig, adskilt ved hjælp af paravaner der sikrede sig at knivene holdt sig i den rette dybde og vinkel. Knivene indfangede hornminernes ankerkæder og skar dem over. Besætningen på minestrygeren beskød derefter de fritflydende miner i overfladen til de eksploderede.

### Påvirkningsstrygning
Påvirkningsstrygning foregår ved at man slæber store elektromagneter efter sig, der simulerer et skibs magnetfelt og derved udløser minerne. Efterhånden som minerne blev mere avancerede er man også begyndt at slæbe akustiske generatorer der kan gengive den akustiske signatur af et skib efter sig.
Der findes to måder at foretage påvirkningsstrygning på: MSM (mine setting mode) eller TSM (target setting mode eller target simulation mode). MSM strygning forudsætter viden om hvilke typer miner der er udlagt i området og man afgiver derefter den præcise magnetiske eller akustiske signatur der er nødvendig for at få minen til at detonere. Hvis det ikke er muligt at få efterretninger om hvilke miner der er i området benytter man i stedet TSM strygning, hvor man benytter en generel akustisk og magnetisk signatur, denne måde er der ikke så effektiv som MSM strygningen da man ikke nødvendigvis rammer de korrekte parametre der får minen til at detonere.

### Sperbrecher
I løbet af 1940 var magnetiske miner en af de største trusler når et skib skulle forlade eller anløbe en havn. Minerne blev typisk lagt om natten af fly. På begge sider benyttedes Sperrbrechere (engelsk: Pathfinder). Sperrbrechere var typisk handelsskibe på omkring 5.000 tons der blev lastet med træ eller tomme tønder der sikrede opdrift hvis en mine skulle ramme skibet. Deres opgave var at sejle forrest gennem et minefelt således at hvis miner sprang skete det før de ramte et af de skibe sperrbrecheren eskorterede. Senere blev skibene udstyret med kraftige magnetiske spoler der genererede et stort magnetfelt omkring skibet og når de virkede efter hensigten skulle magnetiske miner detonere længe før de kunne gøre skade på skibet. Når de magnetiske spoler kørte med fuld effektivitet genererede de omkring 950 ampere, hvilket gav magnetfeltet en udstrækning på 385 meter, ned til 30 meters dybde.

## Minestrygning fra luften
Fly kan også modificeres til minestrygning. Under 2. verdenskrig blev femten Vickers Wellington bombefly fra Royal Air Force ombygget til at medbringe en stor magnetisk spole og en elektrisk generator. Systemet blev kaldt 'Directional Wireless Installation' (DWI), hvilket var en dækhistorie der skulle dække over formålet med spolen. Flyene havde deres debut den 10. maj 1940 da det lykkedes at stryge en rute for den hollandske kongefamilie da de flygtede til Storbritannien. Men DWI havde også stor succes under krigen i Middelhavet, især over Suezkanalen og havnen i Alexandria. Dog viste der sig begrænsninger ved systemet, da det kun fungerer ved lavt vand (såsom kanaler og havne). Fra omkring 1943 tog Luftwaffe ligeledes ombyggede Junkers Ju 52 transportfly i brug.